# Dene-Kaukasisch
Dene-Kaukasisch bezeichnet eine hypothetische Makrofamilie von Sprachen Eurasiens und Nordamerikas. Wesentliche Mitglieder sind das Sinotibetische, die nordkaukasischen Sprachen und das Baskische. Später wurden auch die nordamerikanischen Na-Dené-Sprachen mit einbezogen.

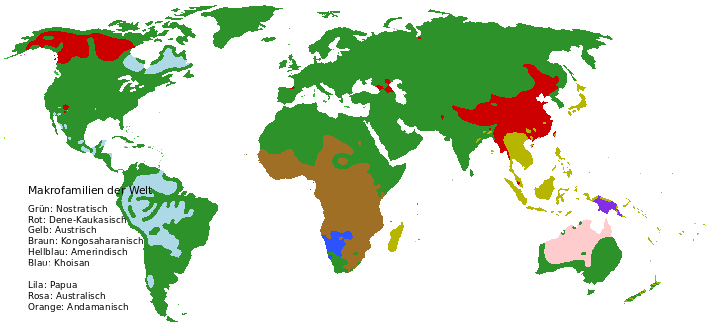
Hypothetische Makrofamilien der Welt nach Joseph Greenberg und Anderen. Diese Zusammenfassungen werden jedoch von den meisten Linguisten nicht akzeptiert.
Die dene-kaukasische Makrofamilie ist rot eingezeichnet

Sergei Anatoljewitsch Starostin (1984) begründete die Vorform der eurasisch-nordamerikanischen Makrofamilie Dene-Kaukasisch, aus den Sinotibetischen, Nordkaukasischen und Jenisseischen. Durch die Hinzunahme der Na-Dené-Sprachen wurde das Sino-Kaukasische dann zum Dene-Kaukasischen erweitert.

## Akzeptanz
Da bereits die sinotibetische Protosprache wahrscheinlich ein Alter von 10.000 Jahren aufweist, müsste eine dene-kaukasische Protosprache mindestens 20.000 Jahre alt sein, bei ihrer extrem weiten geographischen Verbreitung wahrscheinlich noch älter. Von der Mehrheit der Linguisten wird bezweifelt, dass sich nach so langer Zeit noch substantielle Gemeinsamkeiten der Phonetik, Grammatik und des Wortschatzes nachweisen lassen.
Die Ergebnisse der Dene-Kaukasisten werden deswegen in der historischen Sprachwissenschaft stark diskutiert und finden bei der Mehrzahl der Linguisten keine Akzeptanz.

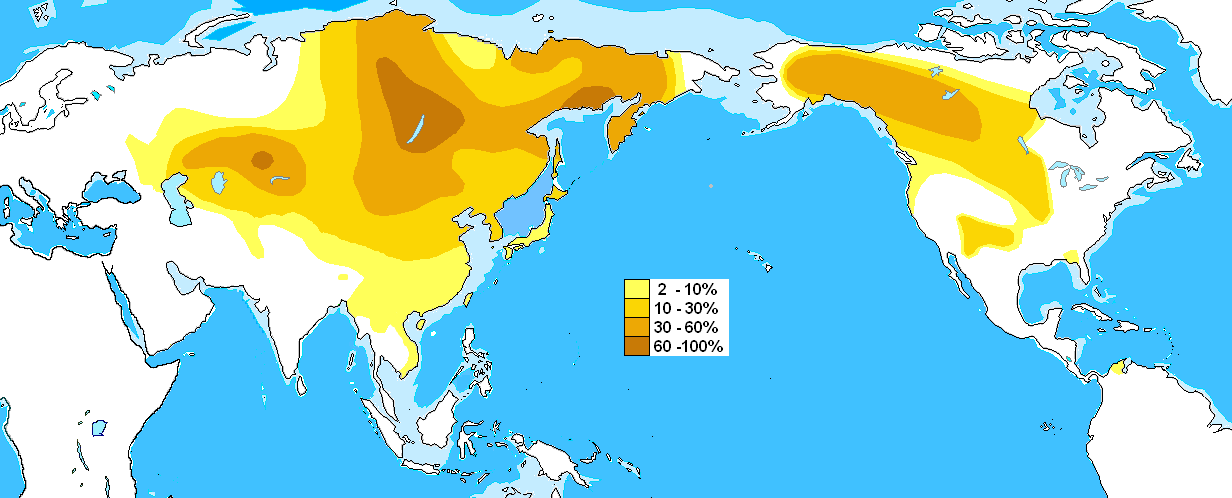
Verbreitung der Haplogruppe C3 auf dem Y-Chromosom in den autochthonen Bevölkerungsgruppen Asiens und Amerikas. Dieser genetische Marker weist eine Korrelation zu der Dene-Kaukasischen-Sprachfamilie auf.

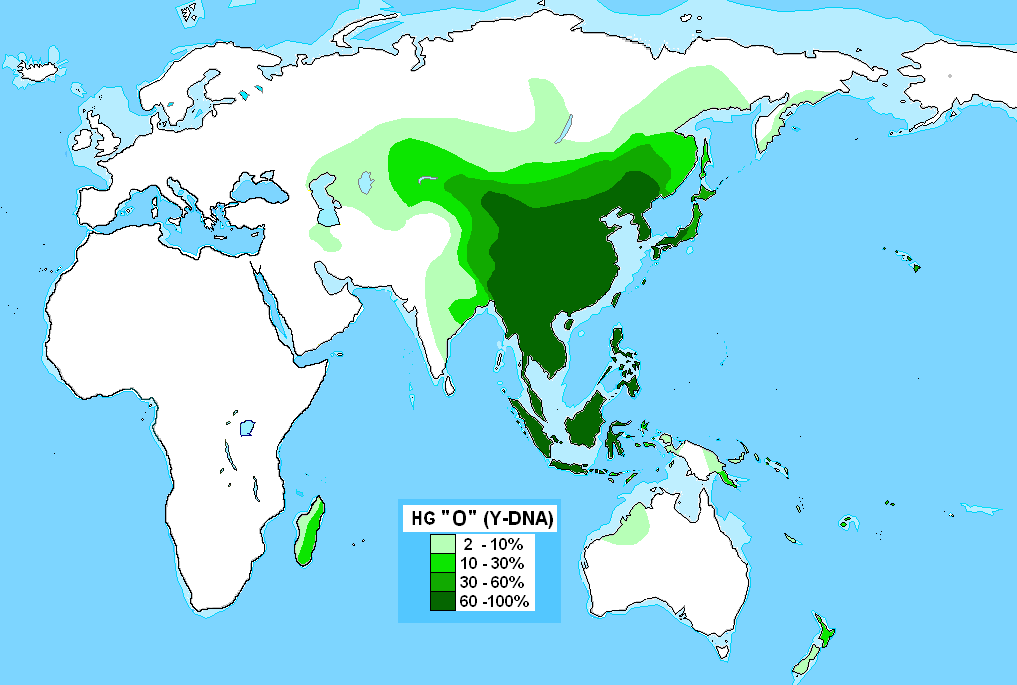
Verbreitung der Haplogruppe O auf dem Y-Chromosom in den autochthonen Bevölkerungsgruppen Asiens und Amerikas. Dieser genetische Marker weist eine Korrelation zu der Dene-Kaukasischen-Sprachfamilie auf.

## Zusammensetzung
Die Zusammensetzung des Dene-Kaukasischen unterliegt je nach Autor einigen Schwankungen. Die folgende Aufstellung gibt die heutige Mehrheitsmeinung der „Dene-Kaukasisten“ wieder. Die Komponenten werden von West nach Ost angeordnet.
- Dene-Kaukasisch
  - Baskisch
  - Nordkaukasisch
    - Abchasisch-Adygisch (Nordwestkaukasisch)
    - Nachisch-Dagestanisch (Nordostkaukasisch)
    - Hurritisch-Urartäisch †

  - Jenisseisch (Ket)
  - Burushaski
  - Sinotibetisch
  - Na-Dené

Von einigen Vertretern dieser Strukturierung werden auch die ausgestorbenen Sprachen Hattisch, Hurritisch und Sumerisch, sowie das in Zentralindien von etwa 5000 Menschen gesprochene Nahali hinzugerechnet. Nordkaukasisch stellt für die meisten Dene-Kaukasisten eine genetische Einheit dar (vgl. dagegen die Mehrheitsmeinung im Artikel Kaukasische Sprachen).
Die Sprachen dieser Makrofamilie zeigen häufig die Eigenschaft der Ergativität. Nominativ-Akkusativ-Sprachen haben durchgehend einen Kasus – den „Nominativ“ – für das Subjekt eines Satzes und einen anderen Kasus „Akkusativ“ für das direkte Objekt. Sie entsprechen damit der Situation in den indogermanischen Sprachen. Dagegen besitzen Ergativsprachen einen Kasus „Ergativ“, der nur als Subjekt oder Agens transitiver Verben benutzt wird, und einen weiteren Kasus – meist „Absolutiv“ genannt – der sowohl als Objekt transitiver Verben als auch als Subjekt intransitiver Verben verwendet wird. Wenn die Ergativ-Absolutiv-Konstruktion in einer Sprache nicht für alle Tempora, Aspekte und Personen gleichermaßen verwendet wird, spricht man von gespaltener Ergativität oder vom Split-Ergativ.

## Historische Entwicklung
Die Annahme einer dene-kaukasische Makrofamilie basiert, wie oben erwähnt, auf der Hypothese einer sino-kaukasischen Makrofamilie, die Sergei Starostin 1984 begründete. Dabei ging er von einer genetischen Beziehung des – als Einheit aufgefassten – Nordkaukasischen mit dem sibirischen Jenisseischen und dem Sinotibetischen aus, die auf seinen Rekonstruktionen der jeweiligen Protosprachen beruht. Später wurde diese Makrofamilie um einige altorientalische Komponenten (Hurritisch-Urartäisch, Hattisch, Sumerisch u. a.), das Baskische (1985) und schließlich durch Sergei Nikolajew 1988 um die nordamerikanischen Na-Dené-Sprachen zur dene-kaukasischen Makrofamilie erweitert. In den 1920er Jahren hatte bereits der Amerikanist Edward Sapir die Verwandtschaft des Na-Dené mit dem Sinotibetischen beschrieben, aber nicht veröffentlicht.

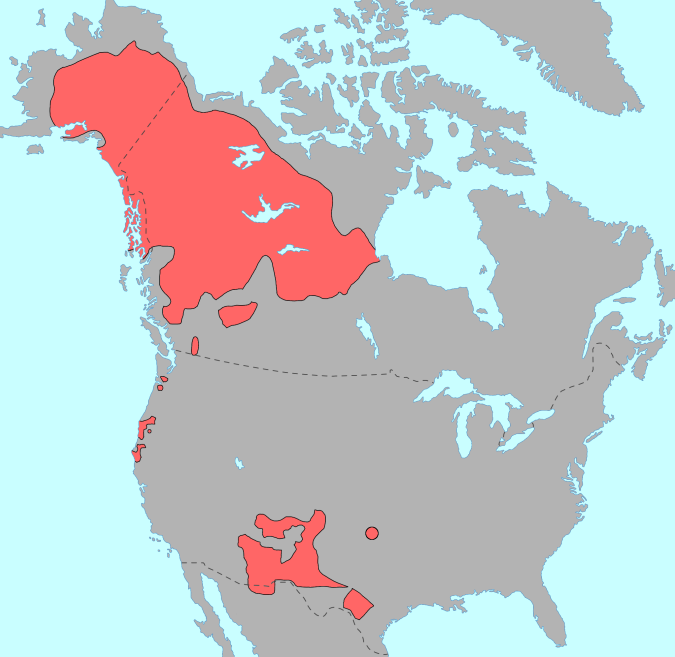
Verbreitung der Na-Dené-Sprachen

Weitere wichtige Namen, die die Klassifikation des Dene-Kaukasischen im 20. Jahrhundert vorantrieben, waren neben Edward Sapir noch Alfredo Trombetti, Robert Bleichsteiner, Karl Bouda, E. J. Furnée, René Lafon, Robert Shafer, Olivier Guy Tailleur, Morris Swadesh, Wladimir Toporow.

## Gemeinsame Pronominalmorpheme
| Bedeutung | Proto-Dene-Kaukasisch | Proto- Baskische      | Proto- Kaukasische | Proto- Burushaski | Proto- Sinotibetische | Proto- Jenisseische | Na-Dené | Proto- Salishan    | Proto- Algisch | Sumerisch    |
| --------- | --------------------- | --------------------- | ------------------ | ----------------- | --------------------- | ------------------- | ------- | ------------------ | -------------- | ------------ |
| 1. sg.    | /ŋV/                  | /ni/, /n/-            | /nɨ/[1]            | /a/-              | /ŋaː/-                | /ŋ/                 |         | /nV/               | /nˀV/-         | /ŋa(e)/[2]   |
| 1. sg.    | /d͡zV/                 | -/da/-, -/t/          | /zoː/              | /d͡ʑa/             |                       | /ʔad͡z/              | [3]     | -/t͡s(a)/-, -/s/[4] |                |              |
| 1. sg.    | /KV/                  | /gu/[5], /g/- (pl.)   |                    |                   | /ka/-                 |                     | [6]     |                    |                |              |
| 2. sg.    | /KwV/                 | /hi/, /h/-, -/ga/-[7] | /ʁwVː/             | /gu/-~/go/-       | /Kwa/-                | /(V)k(V)/           | [8]     | /ʔaxʷ/             | /k̕V/-          |              |
| 2. sg.    | /u̯Vn/                 | -/na/-[9]             | /u̯oː-n/            | /u-n/             | /na-(ŋ)/              | /ʔaw/               | [10]    | /wV/               |                |              |
| 3. sg.    | /w/- or /m/-          | /be-ra/               | /mV/               | /mu/-[11]         | /m/-                  | /wV/                | [12]    |                    |                |              |
| 2. pl.    | /Su/                  | /su/, /s/-            | /ʑwe/              |                   |                       |                     |         |                    |                | /t͡sa(e)/[13] |

Fußnoten:

1Aus kaukasischer Sicht allein lässt sich das Wort nicht für eine Proto-Kaukasische – oder gar Proto-Ostkaukasische Sprache rekonstruieren; es wird nur in der lakischen und der darginischen Sprache gefunden (Bengtson 2008:94)

2 Der finale Laut /e/ wurde in sumerischen Pronomina gefunden und stellte eine ergative Endung dar. Im sumerischen Emesal-Dialekt /ma(e)/.

3 Proto-Athapaskische Sprachen */ʃ/, Haida dii /dìː/.

4 Ebenso in Proto-Süd Wakashan.

5 1st pl.

6 Tlingit xa /χà/, Eyak /x/-, /xʷ/.

7 Maskulines Verbpräfix.

8 Proto-Athapaskische Sprachen */χʷ/-, Tlingit ÿi /ɰi/ > yi /ji/ = 2nd pl.; Tlingit i /ʔì/, Eyak /ʔi/ "thou".

9 Feminines Verbpräfix.

10 Proto-Athapaskisch*/ŋ̰ən/-, Haida dang /dàŋ/, Tlingit wa.é /waʔɛ́/, wo die Hypothese eines Zusammenhangs zwischen Formen des Proto-Athapaskischen sowie Haida einerseits und der übrigen Sprachen andererseits auf den ersten Blick erfordert,  Assimilation und  Dissimilation vorauszusetzen.(Bengtson 2008: 94).

11 Feminin.

12 Proto-Athapaskische Sprachen */wə/-, Eyak /wa/-, Tlingit wé /wɛ́/, Haida 'wa /wˀà/.

13 2nd sg.